# .localhost
.localhost er et reserveret generisk topdomæne, der er reserveret for at undgå forvekslinger med den normale Localhost.
Domænet blev sammen med .example, .invalid og .test oprettet i 1999.
| Generiske topdomæner | Spire Denne artikel om generiske topdomæner er en spire som bør udbygges. Du er velkommen til at hjælpe Wikipedia ved at udvide den. |